# Libdvdcss
libdvdcss é uma biblioteca de software que permite acessar e decriptar DVDs criptografados com o Content Scambling System (CSS). A libdvdcss é parte do projeto VideoLAN e é usada pelo VLC Media Player e outros programas de reprodução de DVD, como o Ogle DVD Player , reprodutores baseados no xine e o Mplayer.
A libdvdcss é desenvolvida para ser independente de plataforma, com versões para Linux, Microsoft Windows, Mac OS X, BeOS, BSD e Solaris. Distribuída sob a Licença Pública Geral GNU, a libdvdcss é software livre.

## Comparação com o DeCSS
A libdvdcss não deve ser confundida com o DeCSS. Enquanto o DeCSS usa uma chave de reprodução de DVD "craqueada" para realizar autenticação, a libdvdcss usa uma lista gerada de possíveis chaves de reprodução. Se nenhuma delas funcionar (por exemplo, quando o leitor de DVD usa codificação por regiões), a libdvdcss tenta um algoritmo de ataque de força bruta, ignorando assim o código de região do DVD. Ao contrário do DeCSS, a libdvdcss nunca foi levada a processo em corte, em parte porque a Seção 1201(f) do Digital Millenium Copyright Act autoriza esse tipo de contorno para fins de interoperabilidade de software.

## Distribuição
Muitas distribuições de Linux não incluem a libdvdcss (por exemplo Debian, SuSE Linux e Ubuntu) por medo de entrarem em conflito com leis semelhantes ao DMCA. Algumas distribuições evitam incluir a libdvdcss em seus discos de instalação mas a proveem em seus repositórios de software. A Linux Mint atualmente vem com a libdvdcss pré-instalada.